# Кубасов, Сергей Анатольевич
Сергей Анатольевич Куба́сов (1945—2004) — советский и российский скульптор, член Всероссийской академии художеств, профессор и руководитель персональной мастерской ЛИЖСА имени И. Е. Репина ВАХ, заслуженный художник РСФСР (1983), лауреат Государственной премии РСФСР, лауреат премии Ленинского комсомола. Автор многих произведений в различных жанрах скульптуры, в том числе мелкой пластики на анималистические темы.

## Биография
Родился 22 января 1945 года в посёлке Батагай, недалеко от Верхоянска в Якутии в семье геолога. В 1963 году окончил среднюю художественную школу при ЛИЖСА имени И. Е. Репина АХ СССР в Ленинграде с золотой медалью.
В 1963—1969 годах учился во Всероссийской Академии художеств на скульптурном факультете, преподаватель — М. К. Аникушин. Дипломная работа в ВАХ — «Над могилой неизвестного солдата», оценка — «отлично». Присвоена квалификация художника-скульптора. С 1969 года преподавал на скульптурном факультете ЛИЖСА имени И. Е. Репина. Начиная с 70-х годов XX века, творчески сотрудничал с Пушкинским заповедником. Похоронен в Санкт-Петербурге на Смоленском кладбище.
«Безвременно ушедший Сергей Анатольевич Кубасов был человек неизбывного интереса к новому, разнообразных и глубоких знаний. Этим отличались многие его герои: воины Великой Отечественной, строители Комсомольска-на-Амуре, рыцарь духа, подвижник, борец Н. А. Островский, непреклонный Ф. Э. Дзержинский, мужественный воин и искусный дипломат Александр Невский, великие деятели отечественной культуры. Пластика работ художника в любом жанре исполнена негасимого движения, воплощенного в эмоциональной, содержательной форме. Оно проявлялось и в стремительном беге-лете коней, уподобленных Пегасу». — Анатолий Дмитриенко, ведущий научный сотрудник ГРМ, заслуженный работник культуры России, профессор.
Ректор ЛИЖСА имени И. Е. Репина, Председатель Правления Санкт-Петербургского Союза художников, заслуженный художник России, Действительный член Российской Академии Художеств, А. С. Чаркин дал такой отзыв о Сергее Анатольевиче: «Сергей Анатольевич Кубасов останется в памяти его коллег и учеников как замечательный педагог, мудрый и чуткий учитель, принципиальный человек. Идеалы его были близки и понятны всякому, кто сохранил в душе своей честь и достоинство, любовь к реальной жизни, к её красоте во всех её проявлениях. Воспринял её богатство через искусство скульптуры от простых явлений до монументально-возвышенной пластики — все было подвластно уникальному таланту».
По словам коллеги С. А. Кубасова, видного ученого, заслуженного деятеля искусств России, академика, профессора В. А. Леняшина, «особая серьёзность, вдумчивость, отличавшая художественные высказывания С. А. Кубасова, не позволяли ему „рвать страсть в клочки“. Медленно, шаг за шагом, словно боясь спугнуть первоначальное чувство, приближался он к творческому итогу, включающему бережное отношение к каждой детали и напряженную концентрированную энергию целостного образа. Смысл его произведений не сводится к логическим формулам — он рождается из эмоционального мироощущения, из понимания скульптуры как строгой, ответственной формы, индивидуально истолкованной, но помнящей о своем родстве с благородной традицией отечественной пластики».
«Особой страстью Сергея Анатольевича были кони. Это кони реальные и неземные. Символика изображения их многомерна. Её воплощение убеждает не только знанием стати коня, характера его движения, но той своеобразной поэтизацией, которой художник наделяет это благородное и прекрасное создание». Вот только некоторые из знаменитых анималистических работ мастера — «Юность Пегаса» (1978), «Жеребёнок» (1978), «Рождение пегаса» (1979), «Ветер» (1999), «Конь» (2000).
Работы С. А. Кубасова находятся в музеях и частных коллекциях России, Китая, Казахстана, Кореи.

## Основные работы
- «На могиле неизвестного солдата», Мурино (Дипломная работа)
- Партизанская слава, Луга [2], 1975
- Участвовал в создании монумента «героическим защитникам Ленинграда», Ленинград, 1975
- Портрет геолога Г. Астаховой, 1975
- Памятник Николаю Островскому, Сочи, 1978
- Памятник первым строителям, Комсомольск-на-Амуре, 1978
- Памятник Дзержинскому, Ленинград, 1981 (Памятник находится на Шпалерной ул, 62)
- Охотовед А. Ласман, 1987
- Весенний сон, 1999
- Памятник Ф. Э. Достоевскому, Шанхай, 2001
- Эскиз памятника К. С. Станиславскому, 2001
- Бюст С. С. Гейченко, Пушкинские горы, 2003

## Признание
- Государственная премия РСФСР в области архитектуры (1978) —— за архитектурно-скульптурный комплекс «Партизанская слава» близ города Луги Ленинградской области
- премия Ленинского комсомола (1979) — за создание образа писателя-коммуниста Н. А. Островского в монументальной скульптуре
- заслуженный архитектор РСФСР (1983)